# Anton Eger

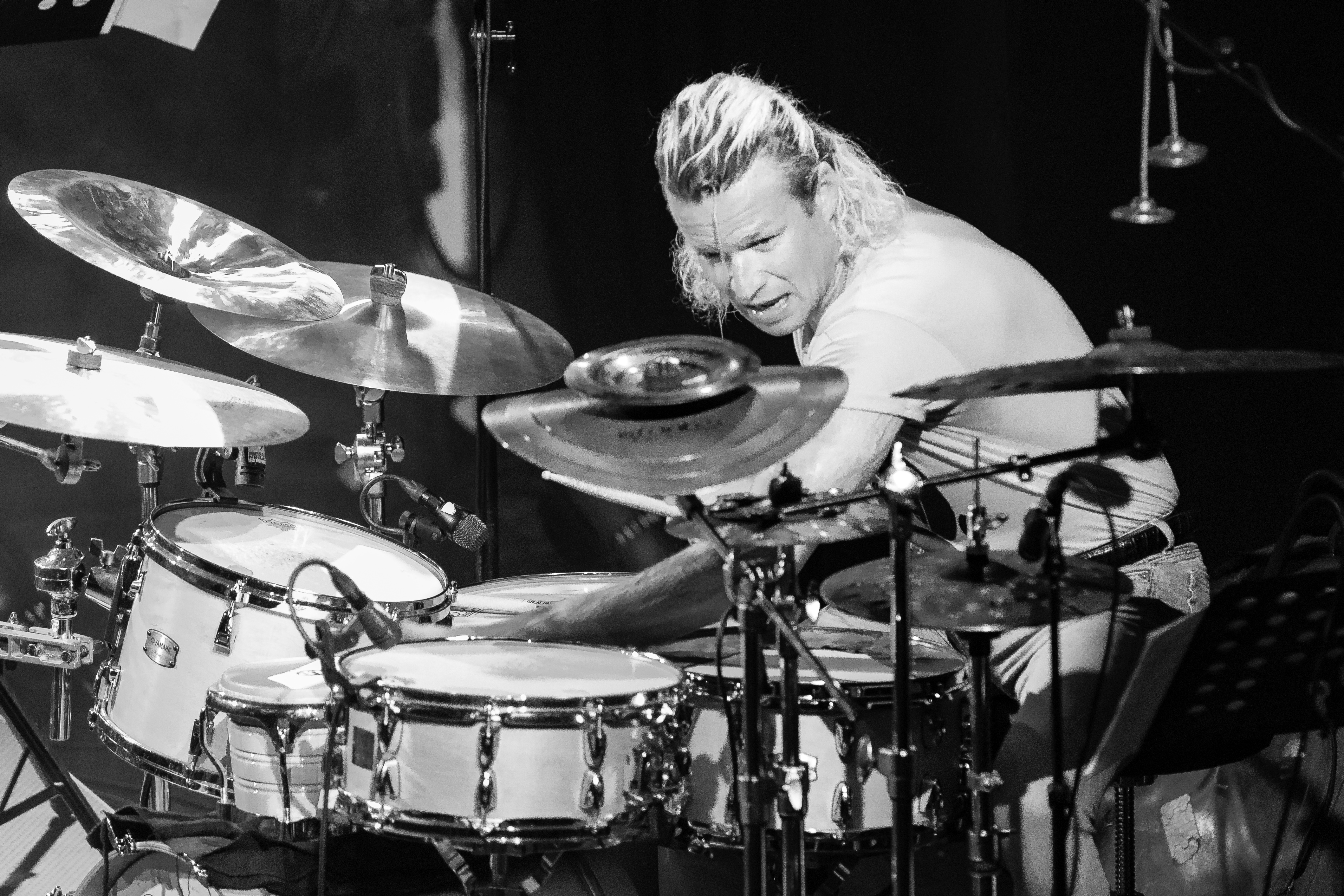
Anton Eger (2022)

Anton Wilhelm Eger (* 9. Dezember 1980 in Oslo) ist ein schwedischer Jazzmusiker (Schlagzeug), der zu den Gruppen JazzKamikaze und Phronesis gehört.

## Wirken
Eger studierte Jazz am Kopenhagener Rytmisk Musikkonservatorium bei Django Bates. Er spielte auf Bates’ Album Spring is Here (Shall We Dance?) (2008). Mit dem skandinavischen Quintett JazzKamikaze veröffentlichte er seit 2005 mehrere Alben und spielte auf internationalen Festivals wie Kongsberg Jazzfestival, Moldejazz, North Sea Jazz Festival, Bangkok Jazz Festival und sogar zur Eröffnung des Karnevals in Rio de Janeiro.
2005 gründete der Bassist Jasper Høiby mit ihm das Trio Phronesis, das sich mit dem Pianisten/Saxophonisten Ivo Neame sehr erfolgreich entwickelte und mit dem er bislang acht Alben veröffentlichte. 
Daneben arbeitete Eger aber zudem mit Marius Neset, im Quartett People Are Machines (zu dem neben Neset auch Petter Eldh und Magnus Hjorth gehörten), sowie mit dem Trio The World, Daniel Heløy Davidsen, Daniel Herskedal, Veronica Mortensen, Morten Schantz und mit Kill Screen Music. Mit dem Quartett The Action 4s (zu dem noch Mathias Heise, Rasmus Sørensen und Conor Chaplin gehören) veröffentlichte er 2025 ein gleichnamiges Album. Der Pianist Iiro Rantala holte Eger neben dem Bassisten Conor Chaplin im September 2023 in sein HEL Trio, mit dem das Album Tough Stuff entstand.